# 念賢
念 賢（ねん けん、生年不詳 - 539年）は、中国の北魏から西魏にかけての軍人・政治家。字は蓋盧。本貫は金城郡枹罕県。

## 経歴
念求就の子として生まれた。容姿が美しく、経書や史書を渉猟した。児童の頃、「男児の死生富貴は天にあるものだ。どうして大臣にたよることがあろうか」と言って、念賢は大臣のもとに寄り集まる諸生たちを嘲笑った。若くして父が死去し、念賢は喪を守って孝行ぶりを賞賛された。後に衛可孤を破った功績により、別将となった。まもなく雲州の高車・鮮卑らの招慰にあたって、かれらを帰順させた。仮節・平東将軍に任ぜられ、屯留県伯に封ぜられた。528年、大都督となり、井陘に駐屯し、撫軍将軍・黎陽郡太守を加えられた。爾朱栄が入洛すると、車騎将軍・右光禄大夫・太僕卿に任ぜられ、尚書右僕射・東道行台を兼ね、平恩県公に進んだ。531年、使持節・都督瀛州諸軍事・驃騎将軍・瀛州刺史に任ぜられた。532年、第一領民酋長の位を受け、散騎常侍を加えられ、行南兗州事となった。まもなく驃騎大将軍に進み、殿中尚書となり、儀同三司を加えられた。孝武帝が高歓を討つことを決めると、念賢は中軍北面大都督となり、安定郡公に進み、侍中・開府儀同三司を加えられた。535年、西魏の文帝が即位すると、念賢は太尉に任ぜられ、秦州刺史として出向し、太傅を加えられた。537年、太師・都督河涼瓜鄯渭洮沙七州諸軍事・大将軍・河州刺史に転じた。長安に帰還すると、録尚書事を兼ねた。後に広陵王元欣や扶風王元孚らとともに正直侍中となった。また新しく建てられた宮殿に「円極」と名づけて、文帝に喜ばれた。河橋の戦いで、念賢はまともに戦わず、先に退却したので、名誉を損なった。539年、都督秦渭原涇四州諸軍事・秦州刺史に任ぜられた。11月、秦州で死去し、諡を昭定といった。
子の念華が後を嗣ぎ、官は開府儀同三司・合州刺史にいたった。

## 伝記資料
- 『周書』巻14 列伝第6
- 『北史』巻49 列伝第37